# Velflík
Velflík (německy Wölfling) je zaniklá osada poblíže vrchu Vlčinec (973 m) na Karlovarsku asi tři kilometry západně od Merklína. V roce 1921 zde stály 4 domy (v jednom z nich byla restaurace) a myslivna, která jednu dobu sloužila jako turistická ubytovna Junáka. Osada zanikla po druhé světové válce. Nyní je zde křižovatka turistických cest. Ze všech budov zbyly pouze ruiny, hájovna stále stojí, ale chátrá. Nedaleko od místa je pramen Lužeckého potoka.

## Název
Původní název osady – Wöfling – byl odvozen z osobního jména některého z osadníků, které znamenalo potomek Vlkův, mladý Vlk či Vlček. V historických pramenech se objevuje ve tvarech: Wölfling (1785) a Wölfling nebo Wilfling (1847).

## Obyvatelstvo
V 19. století se počet obyvatel pohyboval o kolo padesáti. Při sčítání lidu v roce 1921 zde žilo třináct lidí (z toho sedm mužů). Všichni byli německé národnosti a hlásili se k římskokatolické církvi. Podle sčítání lidu z roku 1930 měla osada dvanáct obyvatel se stejnou národnostní i náboženskou strukturou.
|           | 1869 | 1880 | 1890 | 1900 | 1910 | 1921 | 1930 |
| --------- | ---- | ---- | ---- | ---- | ---- | ---- | ---- |
| Obyvatelé | 51   | 52   | 52   | 47   | 9    | 13   | 12   |
| Domy      | 7    | 9    | 9    | 10   | 4    | 4    | 3    |